# Libertad (1853)
El Libertad fue un buque que sirvió en la escuadra del Estado de Buenos Aires en su lucha contra la Confederación Argentina provocada por el desconocimiento del gobierno porteño de las autoridades nacionales.

## Historia
Tras iniciarse la guerra entre la Confederación Argentina y el Estado de Buenos Aires la primera escuadra porteña al mando de Floriano Zurowski fue destruida el 18 de abril de 1853 en el Combate de Martín García (1853) por una división de la armada nacional comandada por Mariano Cordero.
La escuadra nacional, al mando del comandante John Halstead Coe inició a fines de ese mes el bloqueo de Buenos Aires cerrando el sitio de la ciudad.
Retirado Zurowski del mando el 1 de mayo se hizo cargo de los restos de la escuadra rebelde José Murature. Una de sus medidas fue adquirir pequeños y maniobrables buques de cabotaje para intentar burlar el bloqueo y hostilizar intentos de desembarco.
El Libertad, ballenera del servicio de cabotaje en el Río de la Plata, fue una de esas naves requisadas en el Riachuelo e integrada como buque auxiliar a la escuadra del Estado de Buenos Aires comandada por José Murature sirvió como aviso y unidad de patrulla hasta fines de junio de 1853, cuando la entrega de la escuadra nacional por Coe, sobornado por el gobierno bonaerense, hizo innecesarios sus servicios.